# Partido Unión (Venezuela)
Unión fue un partido político venezolano de centroizquierda, fundado en 2001 por Francisco Arias Cárdenas y se anexa en 2007 con la finalidad de formar parte del PSUV. Se opuso y luego apoyó durante su breve existencia a la administración de gobierno del fallecido presidente Hugo Chávez.

## Historia
La organización nace luego de las elecciones presidenciales de 2000, con la intención de aglutinar la gran cantidad de personas que habían votado por la tarjeta de Francisco Arias Cárdenas; en sus inicios el partido era claramente opositor al presidente Hugo Chávez, al punto que logró concentrar algunos exmiembros del chavismo que pertenecían al MAS. Luis Manuel Esculpi de Izquierda Democrática también se sumó a Unión y decidieron incluir el partido dentro de la Coordinadora Democrática. Algunos de los miembros del partido se involucraron en los hechos del golpe de Estado de 2002 fracturando el partido recién fundado.
Sin embargo, en las elecciones regionales de 2004 se hicieron cada vez más evidentes las fricciones del partido, cuando Francisco Arias Cárdenas decide lanzar su candidatura a la gobernación del Zulia con la tarjeta de Unión y no apoyar la alianza en torno a Manuel Rosales, así como el apoyo al candidato oficialista Florencio Porras del MVR; sin embargo, Arias Cárdenas negó el triunfo de Hugo Chávez en el referéndum presidencial 2004.
Luego de múltiples acercamientos entre Arias y Chávez el partido Unión pasa a formar parte de la coalición de gobierno apoyando en todos los circuitos regionales al partido de gobierno, el sector del partido opositor a la alianza con Chávez decidió sumarse a Izquierda Democrática. En las elecciones presidenciales de diciembre de 2006 obtuvo 28.928 votos (0,25%) para el candidato Hugo Chávez. A finales de diciembre de 2006 Unión propone una Asamblea Extraordinaria del partido para el 3 de febrero de 2007 para anunciar su inclusión dentro del Partido Socialista Unido de Venezuela.